# Шајла
Шајла је муслиманска одећа за главу коју носе неке муслиманке у присуству било ког мушкарца изван своје уже породице. Разликује се од кимара, јер је обично умотан и причвршћен. Понекад се носи у облику пола никаба, а део лица је и даље видљив.
Традиционално га носе неке жене у Саудијској Арабији и другим арапским државама Персијског залива.